# Saint-Jeoire
Saint-Jeoire település Franciaországban, Haute-Savoie megyében. Lakosainak száma 3423 fő (2022. január 1.). Saint-Jeoire Ayse (település), Bogève, Marignier, Mieussy, Onnion, Saint-Jean-de-Tholome, La Tour és Viuz-en-Sallaz községekkel határos.

## Népesség
A település népessége az elmúlt években az alábbi módon változott:
| Lakosok száma | 3214 | 3252 | 3382 | 3282 | 3326 | 3370 | 3426 | 3431 | 3423 |
|               | 2013 | 2015 | 2016 | 2017 | 2018 | 2019 | 2020 | 2021 | 2022 |